# Europameisterschaft der böhmisch-mährischen Blasmusik

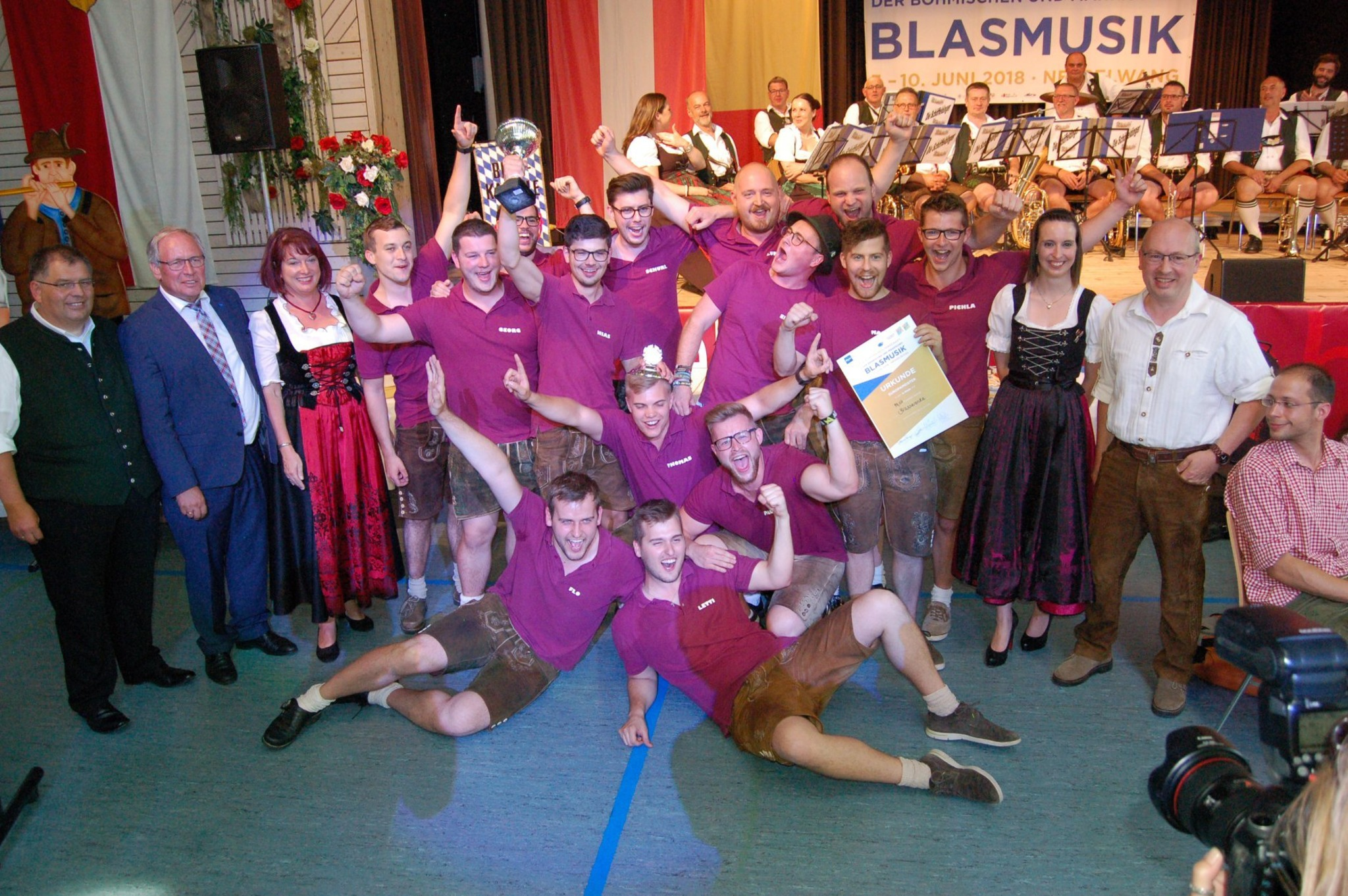

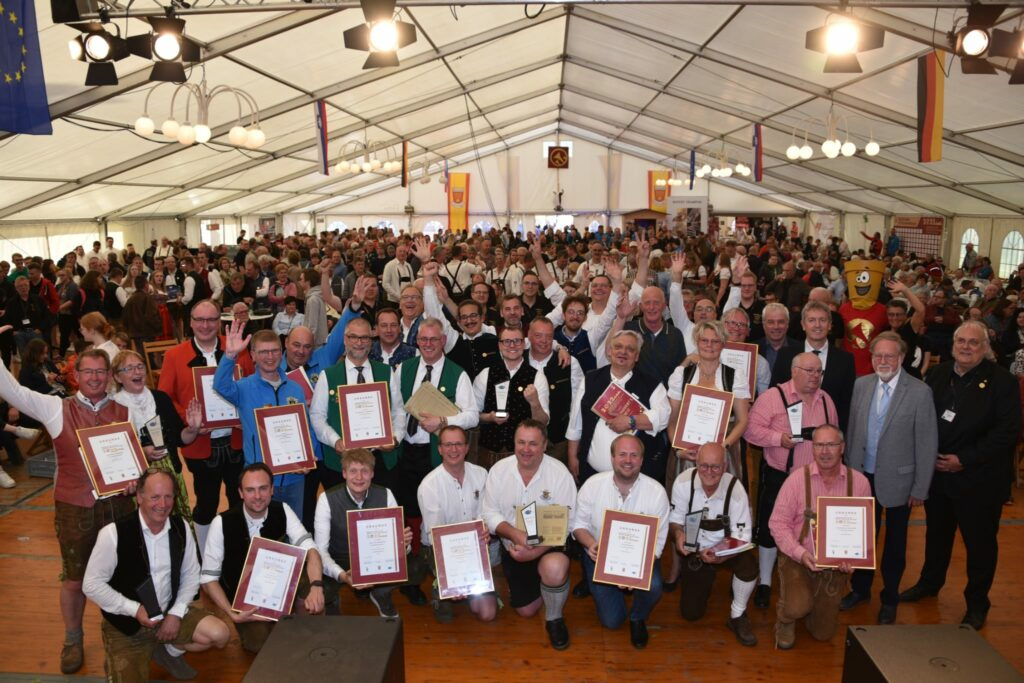

Die Europameisterschaft der böhmisch-mährischen Blasmusik ist ein Musikwettbewerb, der erstmals 2000 in Maihingen stattgefunden hat. Die Oberaufsicht des Wettbewerbes hat die Confédération Internationale des Sociétés Musicales. Der Wettbewerb findet jedes Jahr in einem anderen Ort in Europa statt.

## Teilnahmebestimmungen
Es darf jede europäische Kapelle in böhmisch-mährischer Besetzung antreten. Die Gesamtgröße des Orchesters darf 25 Musiker nicht überschreiten.
Die ausführenden Musikern sind aktive Mitglieder des angemeldeten Orchesters. Es dürfen in Unter-, Mittel- und Oberstufe nur Berufsmusiker mitspielen, die nachweisbar vor ihrer professionellen Laufbahn bereits Mitglied des betreffenden Orchesters waren. Blaskapellen, die mit anderen Berufsmusikern spielen, müssen in der Höchststufe antreten.

## Leistungsstufen
Für den Wettbewerb der Orchester und Ensembles der böhmisch-mährischen Stilrichtung gelten folgende Leistungsstufen:
- Höchststufe – Höchste Ebene künstlerischer Anforderungen
- Oberstufe – Zweithöchste Ebene künstlerischer Anforderungen
- Mittelstufe – Mittlere Ebene künstlerischer Anforderungen
- Unterstufe – Untere Ebene künstlerischer Anforderungen

## Lieder/Stückauswahl
Neben einem Pflichtstück sind zwei Pflichtwahlstücke und zwei Selbstwahlstücke aus der gleichen Schwierigkeitsstufe im Rahmen des vorgegebenen Zeitlimits von 20–25 Minuten (zuzüglich 3-minütige Einspielzeit) vorzutragen.

## Wettbewerb
Die Bewertung wird von drei von der Confédération Internationale des Sociétés Musicales anerkannten Juroren (Experten) durchgeführt. Die Bewertung erfolgt verdeckt und unmittelbar nach Beendigung der vorgetragenen Kompositionen. Es kann vor dem Wettbewerbsvortrag auf der Bühne ein Einspielstück gespielt werden, welches bei der Anmeldung am Wertungsspielort dem Veranstalter für die Anmoderation gemeldet werden muss. Das Einspielstück wird nicht in die Wertung einbezogen.
Die Beurteilung der Vorträge erfolgt nach folgenden Kriterien:
- Stimmung und Intonation
- Ton und Klangqualität
- Phrasierung und Artikulation
- Spieltechnische Ausführung
- Rhythmik und Metrik
- Dynamische Differenzierungen
- Tempo und Agogik
- Klangausgleich und Registerbalance
- Musikalischer Ausdruck
- Interpretation und Stilistik

Die Juroren vergeben pro Kriterium maximal 10 Punkte:
- 10 = ausgezeichnet
- 9 = sehr gut
- 8 = gut
- 7 = zufriedenstellend
- 6 = teilgenommen 5
- Es können auch halbe Werte vergeben werden (x,5)

Nach Beendigung der Wettbewerbsvorträge der Europameisterschaft wird eine Rangliste erstellt aus der die Preisträger und die weitere Reihenfolge der Orchester ersichtlich sind.
Die Rangordnung ergibt sich aus den erreichten Punkten. Bei Punktegleichheit ist das Pflichtstück maßgebend. In jeder Leistungsstufe wird je 1 Titel „Europameister“ vergeben dazu ist jedoch die Erreichung von mindestens
- 92 Punkten in der Höchststufe
- 91 Punkten in der Oberstufe
- 90 Punkten in der Mittelstufe
- 88 Punkten in der Unterstufe

erforderlich. Sollte in einer Leistungsstufe keines der teilnehmenden Orchester die für den Titel „Europameister“ erforderliche Punktzahl erreichen, gibt es einen Klassensieger für die jeweils höchste erreichte Punktzahl, jedoch ohne das Prädikat „Europameister“. Sollte der jeweilige Zweitplatzierte ebenfalls die jeweilige Punktegrenze überschritten haben, so darf sich dieser „Vizeeuropameister“ nennen.

## Ergebnisse

### 1. EM 2000
Die 1. Europameisterschaft fand 2000 in Maihingen, Deutschland statt.
Jury: Freek Mestrini, Franz Watz, Adam Hudec
A – Profistufe
| Rang | Kapelle                           | Land       | Punkte |
| ---- | --------------------------------- | ---------- | ------ |
| 1.   | Blaskapelle Gloria, Europameister | Tschechien | 537,0  |
| 2.   | Machland Musikanten               | Österreich | 523,0  |

B – Oberstufe
| Rang | Kapelle                                      | Land        | Punkte |
| ---- | -------------------------------------------- | ----------- | ------ |
| 1.   | Hergolshäuser Musikanten, Europameister      | Deutschland | 516,5  |
| 2.   | Kinzenbacher Blasmusik                       | Deutschland | 510,0  |
| 3.   | Blaaskapel Os Genüge Bree                    | Belgien     | 508,5  |
| 4.   | MV Germaringen                               | Deutschland | 506,0  |
| 5.   | Blech & Co                                   | Deutschland | 496,5  |
| 6.   | Maguranka                                    | Slowakei    | 481,0  |
| 7.   | d´Ulricher Musikanten                        | Deutschland | 479,0  |
| 8.   | Anton Gälle und die Scherzachtaler Blasmusik | Deutschland | 478,5  |
| 9.   | Böhmischer Wind                              | Deutschland | 478,0  |
| 10.  | Blaskapelle Schwäbische 12                   | Deutschland | 475,5  |
| 11.  | Blaskapelle Kärntner Land                    | Österreich  | 472,0  |

C – Mittelstufe
| Rang | Kapelle                              | Land        | Punkte |
| ---- | ------------------------------------ | ----------- | ------ |
| 1.   | Borovanka, Europameister             | Tschechien  | 516,0  |
| 2.   | Frienisberger Blasmusikanten         | Schweiz     | 509,5  |
| 3.   | De Postjagers                        | Niederlande | 496,0  |
| 4.   | Herbert Wetzler und seine Musikanten | Deutschland | 451,0  |
| 5.   | Kempische Egerland Freunde           | Niederlande | 439,5  |
| 6.   | Blaskapelle Grünwald-Holzschlag      | Deutschland | 437,0  |
| 7.   | Musique Vogesia de Cleebourg         | Frankreich  | 421,0  |

D – Unterstufe
| Rang | Kapelle                         | Land        | Punkte |
| ---- | ------------------------------- | ----------- | ------ |
| 1.   | Original Aubachtaler Musikanten | Deutschland | 477,0  |
| 2.   | Die Original Dorfmusikanten     | Belgien     | 436,5  |
| 3.   | MV Nordendorf                   | Deutschland | 415,0  |

### 2. EM 2001
Die 2. Europameisterschaft fand 2001 in Veenendaal, Niederlande statt.
Jury: Freek Mestrini, Franz Watz, Adam Hudec, Huub Thür
A – Profistufe
| Rang | Kapelle              | Land        | Punkte |
| ---- | -------------------- | ----------- | ------ |
| 1.   | Holsteiner Hornmusik | Deutschland | 91,46  |
| 2.   | Blech & Brass Banda  | Österreich  | 90,60  |
| 3.   | Prespolanka          | Tschechien  | 90,17  |

B – Oberstufe
| Rang | Kapelle                                  | Land        | Punkte |
| ---- | ---------------------------------------- | ----------- | ------ |
| 1.   | De Waalkant Muzikanten, Europameister    | Niederlande | 94,26  |
| 2.   | Die Edelweisskapelle, Vize-Europameister | Niederlande | 94,00  |
| 3.   | Skaličané                                | Slowakei    | 93,04  |
| 4.   | Blaaskapel Os Genüge Bree                | Belgien     | 92,63  |
| 5.   | Šohajka                                  | Slowakei    | 92,33  |
| 6.   | Eschländerkapel Hellendoorn              | Niederlande | 92,25  |
| 7.   | Marlenticka                              | Niederlande | 92,00  |
| 8.   | Isseltaler Musikanten                    | Niederlande | 91,50  |
| 9.   | Hergolshäuser Musikanten                 | Deutschland | 91,42  |
| 10.  | De Raamländer Musikanten                 | Niederlande | 91,00  |
| 11.  | Zuid Limburg Blaasorkest                 | Niederlande | 90,92  |
| 12.  | Borovanka                                | Tschechien  | 88,13  |
| 13.  | Die heitere kapel                        | Niederlande | 80,29  |
| 14.  | MV Rhedebrügge                           | Deutschland | 77,63  |

C – Mittelstufe
| Rang | Kapelle                                 | Land        | Punkte |
| ---- | --------------------------------------- | ----------- | ------ |
| 1.   | Kannenmarkter Musikanten, Europameister | Niederlande | 92,50  |
| 2.   | Twentelandkapel                         | Niederlande | 92,13  |
| 3.   | De Postjagers                           | Niederlande | 91,75  |
| 4.   | Vjenneländer Musikanten                 | Niederlande | 85,46  |
| 5.   | Kaafbloazers Doonder                    | Niederlande | 85,08  |
| 6.   | Verovanca                               | Tschechien  | 83,29  |
| 7.   | Die Original Rheinstädter Musikanten    | Niederlande | 81,46  |
| 8.   | Sauerländer Dorfmusikanten              | Deutschland | 80,00  |
| 9.   | Egerländer Kapel Ede                    | Niederlande | 78,79  |
| 10.  | De Popzwengels                          | Niederlande | 77,04  |

D – Unterstufe
| Rang | Kapelle              | Land        | Punkte |
| ---- | -------------------- | ----------- | ------ |
| 1.   | Die Stevensländer    | Niederlande | 93,21  |
| 2.   | De Klaeterjaegers    | Niederlande | 82,50  |
| 3.   | Laizer Musikanten    | Deutschland | 82,04  |
| 4.   | Saaravanka           | Deutschland | 80,63  |
| 5.   | Stadtkapelle Lauscha | Deutschland | 78,08  |

### 3. EM 2002
Die 3. Europameisterschaft fand 2002 in Schladming, Österreich statt.
Jury: Freek Mestrini, Franz Watz, Adam Hudec, Klaus Rappl
A – Profistufe
| Rang | Kapelle                                 | Land       | Punkte |
| ---- | --------------------------------------- | ---------- | ------ |
| 1.   | Blech & Brass Banda, Europameister      | Österreich | 93,13  |
| 2.   | Machland Musikanten, Vize-Europameister | Österreich | 93,00  |
| 3.   | Blaskapelle Česka                       | Österreich | 90,13  |
| 4.   | Die Schürzenträger                      | Österreich | 90,00  |
| 5.   | Bor'Sibnka                              | Tschechien | 88,38  |
| 6.   | Kreischberg Musikanten                  | Österreich | 83,00  |
| 7.   | Hufi-Muzikanti                          | Österreich | 82,38  |
| 8.   | Rainermusikanten                        | Österreich | 80,00  |
| 9.   | Turnauer Dorfmusikanten                 | Österreich | 80,00  |

B – Oberstufe
| Rang | Kapelle                                 | Land        | Punkte |
| ---- | --------------------------------------- | ----------- | ------ |
| 1.   | Hergolshäuser Musikanten, Europameister | Deutschland | 92,50  |
| 2.   | De Walkantmuzikanten                    | Niederlande | 91,00  |
| 3.   | Original Fenntaler Musikanten           | Niederlande | 90,88  |
| 4.   | Habsburg Musikanten                     | Schweiz     | 88,75  |
| 5.   | St. Johanner Musikanten                 | Österreich  | 86,13  |
| 6.   | De Postjagers                           | Niederlande | 83,88  |
| 7.   | Frienisberger Blasmusikanten            | Schweiz     | 78,88  |
| 8.   | Spittaler Stadtmusikanten               | Österreich  | 73,13  |
| 9.   | Blaskapelle Kärntnerland                | Österreich  | 70,00  |

C – Mittelstufe
| Rang | Kapelle                       | Land        | Punkte |
| ---- | ----------------------------- | ----------- | ------ |
| 1.   | MV Maihingen 1871             | Deutschland | 84,00  |
| 2.   | Die Bradler                   | Österreich  | 82,63  |
| 3.   | Passauer Dreiflüssemusikanten | Deutschland | 73,13  |
| 4.   | Blaskapelle Sepp Abwerzger    | Österreich  | 72,88  |
| 5.   | Südsteirer Musikanten         | Österreich  | 70,00  |

D – Unterstufe
| Rang | Kapelle               | Land        | Punkte |
| ---- | --------------------- | ----------- | ------ |
| 1.   | Bergstätt Musikanten  | Deutschland | 75,75  |
| 2.   | Blaskapelle Moenanka  | Slowakei    | 74,75  |
| 3.   | Gehrenbach-Ensemble   | Deutschland | 72,13  |
| 4.   | Buchenwald Musikanten | Deutschland | 59,88  |

### 4. EM 2003
Die 4. Europameisterschaft fand 2003 in Seedorf, Schweiz statt.
Jury: Freek Mestrini, Franz Watz, Adam Hudec, Ivo Huonder
A – Profistufe
| Rang | Kapelle                                          | Land        | Punkte |
| ---- | ------------------------------------------------ | ----------- | ------ |
| 1.   | Vlado Kumpan und seine Musikanten, Europameister | Tschechien  | 95,60  |
| 2.   | Blaskapelle Lublaska, Vize-Europameister         | Schweiz     | 93,40  |
| 3.   | Die 12 Pilsner                                   | Tschechien  | 93,00  |
| 4.   | Machland Musikanten                              | Österreich  | 92,30  |
| 5.   | Bonkenbargkapel                                  | Niederlande | 91,30  |
| 6.   | Holsteiner Hornmusik                             | Deutschland | 89,60  |

B – Oberstufe
| Rang | Kapelle                                        | Land        | Punkte |
| ---- | ---------------------------------------------- | ----------- | ------ |
| 1.   | Hergolshäuser Musikanten, Europameister        | Deutschland | 93,60  |
| 2.   | Schabernack im Zwölferpack, Vize-Europameister | Deutschland | 92,40  |
| 3.   | Original Fenntaler Musikanten                  | Niederlande | 92,10  |
| 4.   | Habsburg Musikanten                            | Schweiz     | 88,60  |
| 5.   | Schlossberg Musikanten Uster                   | Schweiz     | 86,30  |
| 6.   | Kinzenbacher Blasmusik                         | Deutschland | 85,60  |
| 7.   | Blaskapelle Leannka                            | Deutschland | 84,00  |
| 8.   | Heidegg-Musikanten                             | Schweiz     | 83,00  |
| 9.   | Blaskapelle Selve Thun                         | Schweiz     | 82,80  |
| 10.  | Gallus Musikanten                              | Schweiz     | 80,00  |

C – Mittelstufe
| Rang | Kapelle                          | Land        | Punkte |
| ---- | -------------------------------- | ----------- | ------ |
| 1.   | MV Maihingen 1871, Europameister | Deutschland | 90,10  |
| 2.   | Musikkapelle des MV Kaufering    | Deutschland | 82,40  |
| 3.   | Blaskapelle Rhybuebe             | Schweiz     | 82,10  |
| 4.   | Ensemble de Cuivre BAVARIA       | Frankreich  | 80,10  |
| 5.   | OHO – Die Blasmusik              | Deutschland | 80,00  |
| 6.   | Sauerländer Dorfmusikanten       | Deutschland | 77,60  |

D – Unterstufe
| Rang | Kapelle                     | Land        | Punkte |
| ---- | --------------------------- | ----------- | ------ |
| 1.   | Blasorchester SV Kirchweyhe | Deutschland | 82,40  |
| 2.   | Hradčovjanka                | Tschechien  | 82,00  |

### 5. EM 2004
Die 5. Europameisterschaft fand 2004 in Bojnice, Slowakei statt.
Jury: Freek Mestrini, Zdeněk Gurský, Adam Hudec, Hans Makos
A – Profistufe
| Rang | Kapelle                        | Land       | Punkte |
| ---- | ------------------------------ | ---------- | ------ |
| 1.   | Dunajská kapela, Europameister | Slowakei   | 94,00  |
| 2.   | MaChlast                       | Österreich | 92,80  |
| 3.   | Hradištská kapela              | Slowakei   | 91,20  |
| 4.   | Blaskapelle Lublaska           | Schweiz    | 88,18  |

B – Oberstufe
| Rang | Kapelle                    | Land        | Punkte |
| ---- | -------------------------- | ----------- | ------ |
| 1.   | Križovianka, Europameister | Slowakei    | 93,48  |
| 2.   | Blech & Co.                | Deutschland | 90,92  |
| 3.   | Drietomanka                | Slowakei    | 90,15  |
| 4.   | Sokolka ze Šakvic          | Tschechien  | 89,15  |
| 5.   | Crombacher Musikanten      | Niederlande | 88,98  |
| 6.   | Pro Solist'y               | Österreich  | 87,21  |
| 7.   | Zuidemakapel               | Niederlande | 85,08  |

C – Mittelstufe
| Rang | Kapelle                      | Land        | Punkte |
| ---- | ---------------------------- | ----------- | ------ |
| 1.   | Prievidžanka                 | Slowakei    | 88,63  |
| 2.   | Maguranka                    | Slowakei    | 88,36  |
| 3.   | Vištučanka                   | Slowakei    | 87,12  |
| 4.   | Stallberg Musikanten         | Österreich  | 84,78  |
| 5.   | Frienisberger Blasmusikanten | Schweiz     | 84,10  |
| 6.   | Krajovjanka                  | Niederlande | 83,19  |
| 7.   | Kodurka                      | Slowakei    | 82,10  |
| 8.   | Bojnická kapela              | Slowakei    | 82,21  |
| 9.   | Minciar Kremnica             | Slowakei    | 80,50  |

D – Unterstufe
| Rang | Kapelle                   | Land     | Punkte |
| ---- | ------------------------- | -------- | ------ |
| 1.   | Bánovčanka, Europameister | Slowakei | 86,19  |
| 2.   | Dubovčianka               | Slowakei | 75,00  |
| 3.   | OUCHA                     | Slowakei | 74,67  |

### 6. EM 2005
Die 6. Europameisterschaft fand 2005 in Sonthofen, Deutschland statt.
Jury: Freek Mestrini, Franz Watz, Adam Hudec, Ivo Hounder
A – Profistufe
| Rang | Kapelle                                               | Land        | Punkte |
| ---- | ----------------------------------------------------- | ----------- | ------ |
| 1.   | Túfaranka, Europameister                              | Tschechien  | 92,79  |
| 2.   | Georg Zeller und seine Böhmisch-Mährischen Musikanten | Deutschland | 91,38  |

B – Oberstufe
| Rang | Kapelle                                      | Land        | Punkte |
| ---- | -------------------------------------------- | ----------- | ------ |
| 1.   | Original Fenntaler Musikanten, Europameister | Niederlande | 93,08  |
| 2.   | Fidele Dorfmusikanten                        | Deutschland | 90,63  |
| 3.   | Die fidelen Münchhäuser                      | Deutschland | 89,08  |
| 4.   | Die Allgäu-Böhmischen                        | Deutschland | 86,58  |
| 5.   | Blaskapelle Schwäbische 12                   | Deutschland | 86,00  |
| 6.   | DSO Sound Dorfspatzen Oberägeri              | Schweiz     | 85,79  |
| 7.   | Die heitere Kapelle                          | Niederlande | 77,96  |

C – Mittelstufe
| Rang | Kapelle                                 | Land        | Punkte |
| ---- | --------------------------------------- | ----------- | ------ |
| 1.   | Oberhauser Musikanten                   | Deutschland | 89,54  |
| 2.   | Musikkapelle Maihingen 1871             | Deutschland | 86,96  |
| 3.   | Frienisberger Blasmusikanten            | Schweiz     | 86,83  |
| 4.   | Urtyp Musikanten                        | Deutschland | 86,50  |
| 5.   | MV »Lyra« Eckweisbach                   | Deutschland | 86,42  |
| 6.   | Blaskapelle Altmannshausen              | Deutschland | 85,17  |
| 7.   | Fränkische Trachtenkapelle Breitenbrunn | Deutschland | 84,58  |
| 8.   | Musikvagabunden                         | Deutschland | 83,96  |
| 9.   | Original Banater Schwaben               | Deutschland | 83,75  |
| 10.  | Blaskapelle Mährische Freunde           | Deutschland | 83,29  |
| 11.  | OHO – Die Blasmusik                     | Deutschland | 72,67  |
| 12.  | Trachtenkapelle Sarasdorf               | Österreich  | 81,83  |
| 13.  | Burgfluhmusikanten                      | Schweiz     | 80,46  |
| 14.  | Westendorfer Gennach-Bloas'n            | Deutschland | 80,00  |
| 15.  | Trauschter Musikanten                   | Deutschland | 72,88  |

D – Unterstufe
| Rang | Kapelle                          | Land        | Punkte |
| ---- | -------------------------------- | ----------- | ------ |
| 1.   | Böhmisches Fieber, Europameister | Deutschland | 85,46  |
| 2.   | Burroländer Musikanten           | Deutschland | 82,83  |
| 3.   | Stadtkapelle Lauscha             | Deutschland | 78,96  |
| 4.   | Wälder Musikanten                | Österreich  | 78,67  |
| 5.   | Musique Vogesia Cleebourg        | Frankreich  | 77,63  |
| 6.   | Hauchenberg Musikanten           | Deutschland | 75,33  |
| 7.   | Jugendkapelle Altenstadt         | Deutschland | 72,13  |

### 7. EM 2006
Die 7. Europameisterschaft fand 2006 in Auer, Italien statt.
Jury: Freek Mestrini, Klaus Rappl, Huub Thür
A – Profistufe
| Rang | Kapelle                                  | Land       | Punkte |
| ---- | ---------------------------------------- | ---------- | ------ |
| 1.   | Blaskapelle Machland, Europameister      | Österreich | 93,11  |
| 2.   | Blaskapelle Lublaska, Vize-Europameister | Schweiz    | 92,44  |

B – Oberstufe
| Rang | Kapelle                       | Land        | Punkte |
| ---- | ----------------------------- | ----------- | ------ |
| 1.   | Schabernack, Europameister    | Deutschland | 92,06  |
| 2.   | Original Fenntaler Musikanten | Niederlande | 91,22  |
| 3.   | Habsburg Musikanten           | Schweiz     | 91,06  |
| 4.   | Blaskapelle Vindemia          | Österreich  | 90,50  |
| 5.   | Zuidema Kapel                 | Niederlande | 87,61  |
| 6.   | Kinzbach Musikanten           | Deutschland | 85,67  |
| 7.   | Edelhof-Musikanten            | Österreich  | 85,39  |

C – Mittelstufe
| Rang | Kapelle                                             | Land        | Punkte |
| ---- | --------------------------------------------------- | ----------- | ------ |
| 1.   | Südt. Gaudimusikanten, Europameister                | Italien     | 91,06  |
| 2.   | Frienisberger Blasmusikanten, 1. Vize-Europameister | Schweiz     | 90,33  |
| 3.   | Sillianer Beize, 2. Vize-Europameister              | Österreich  | 90,00  |
| 4.   | Chüelibach Musikanten                               | Schweiz     | 88,83  |
| 5.   | Böhmisches Fieber                                   | Deutschland | 86,72  |
| 6.   | Red-Hot-Polkas Illmensee                            | Deutschland | 85,50  |
| 7.   | Böhmische der MK Dietenheim/Aufhofen                | Italien     | 83,67  |
| 8.   | OHO – Die Blasmusik                                 | Deutschland | 82,50  |
| 9.   | Weinbergmusikanten                                  | Österreich  | 81,22  |
| 10.  | Sandberger Musikanten                               | Deutschland | 81,00  |
| 11.  | Musikverein Lütter                                  | Deutschland | 74,33  |

D – Unterstufe
| Rang | Kapelle                              | Land        | Punkte |
| ---- | ------------------------------------ | ----------- | ------ |
| 1.   | Musikkapelle Kollmann, Europameister | Italien     | 86,72  |
| 2.   | Don Bosco Musikanten Bamberg         | Deutschland | 83,81  |
| 3.   | Butzbach-Musikanten                  | Deutschland | 80,06  |
| 4.   | Waldzeller Musikanten                | Deutschland | 77,78  |
| 5.   | Giechburg Musikanten                 | Deutschland | 77,67  |

### 8. EM 2007
Die 8. Europameisterschaft fand 2007 in Empfingen, Deutschland statt.
Jury: Freek Mestrini, Klaus Rappl, Franz Watz, Josef Vejvoda
A – Profistufe
| Rang | Kapelle                        | Land        | Punkte |
| ---- | ------------------------------ | ----------- | ------ |
| 1.   | Bonkenbargkapel, Europameister | Niederlande | 92,050 |
| 2.   | Blasmusik Lesanka              | Österreich  | 90,925 |
| 3.   | Maguranka aus Kanianka         | Slowakei    | 90,350 |
| 4.   | Original Urtyp-Musikanten      | Deutschland | 89,675 |

B – Oberstufe
| Rang | Kapelle                                 | Land        | Punkte |
| ---- | --------------------------------------- | ----------- | ------ |
| 1.   | Habsburg Musikanten, Europameister      | Schweiz     | 92,150 |
| 2.   | Original Fenntaler Musikanten           | Niederlande | 91,775 |
| 3.   | Fred Prokosch u. die Egerlandmusikanten | Deutschland | 90,625 |
| 4.   | Die flotten Bergsteiger                 | Deutschland | 89,575 |
| 5.   | Kinzbach Musikanten                     | Deutschland | 86,600 |
| 6.   | Die Edelweisskapelle Bergeijk           | Niederlande | 83,875 |
| 7.   | Wieselburger Braumusikanten             | Österreich  | 81,425 |
| 8.   | Schlossberg Musikanten Uster            | Schweiz     | 80,000 |
| 9.   | Volles Rohr Böhmisch                    | Deutschland | 79,600 |
| 10.  | Musikverein Germaringen                 | Deutschland | 78,950 |

C – Mittelstufe
| Rang | Kapelle                                     | Land        | Punkte |
| ---- | ------------------------------------------- | ----------- | ------ |
| 1.   | Frienisberger Blasmusikanten, Europameister | Schweiz     | 90,025 |
| 2.   | Chüelibach Musikanten                       | Schweiz     | 86,400 |
| 3.   | Blaskapelle Horaffia                        | Deutschland | 81,200 |
| 4.   | Triwanka                                    | Österreich  | 80,925 |
| 5.   | Musikkapelle Maihingen                      | Deutschland | 79,250 |
| 6.   | Föhrenberger Blasmusik                      | Deutschland | 77,600 |
| 7.   | MV »Lyra« Eckweisbach                       | Deutschland | 76,600 |
| 8.   | Burgfluh-Musikanten Wimmis                  | Schweiz     | 74,575 |
| 9.   | Original Karpaten-Express                   | Deutschland | 74,250 |
| 10.  | Gallus Musikanten                           | Schweiz     | 72,725 |
| 11.  | Blaskapelle Gemmingen                       | Deutschland | 71,250 |
| 12.  | Wäldar Musikanten                           | Österreich  | 70,750 |
| 13.  | Böhmischer Zauber                           | Deutschland | 68,325 |

D – Unterstufe
| Rang | Kapelle                                | Land        | Punkte |
| ---- | -------------------------------------- | ----------- | ------ |
| 1.   | Don Bosco Musikanten, Europameister    | Deutschland | 88,075 |
| 2.   | Burroländer Musikanten                 | Deutschland | 78,425 |
| 3.   | Wombacher Blasmusik                    | Deutschland | 71,600 |
| 4.   | Max Pflugers kl. böhmische Blaskapelle | Deutschland | 68,775 |

### 9. EM 2008
Die 9. Europameisterschaft fand 2008 in Enschede, Niederlande statt.
Jury: Freek Mestrini, Klaus Rappl, Franz Watz, Huub Thür
A – Profistufe
| Rang | Kapelle                    | Land        | Punkte |
| ---- | -------------------------- | ----------- | ------ |
| 1.   | Křídlovanka, Europameister | Tschechien  | 92,06  |
| 2.   | Maguranka                  | Slowakei    | 89,76  |
| 3.   | Crombacher Muzikanten      | Niederlande | 88,18  |

B – Oberstufe
| Rang | Kapelle                                      | Land        | Punkte |
| ---- | -------------------------------------------- | ----------- | ------ |
| 1.   | Original Fenntaler Musikanten, Europameister | Niederlande | 92,24  |
| 2.   | Waalkantmuzikanten                           | Niederlande | 90,72  |
| 3.   | Kemp'ner Musikanten                          | Belgien     | 87,66  |
| 4.   | Eschlanderkapel                              | Niederlande | 86,62  |
| 5.   | De Lutter Muzikanten                         | Niederlande | 82,24  |
| 6.   | Die Alpenjäger                               | Niederlande | 81,36  |

C – Mittelstufe
| Rang | Kapelle                      | Land        | Punkte |
| ---- | ---------------------------- | ----------- | ------ |
| 1.   | Frienisberger Blasmusikanten | Schweiz     | 89,96  |
| 2.   | Premicher Musikanten         | Deutschland | 86,88  |
| 3.   | Twentelandkapel              | Niederlande | 86,20  |

### 10. EM 2009
Die 10. Europameisterschaft fand 2009 in Prag, Tschechien statt.
Jury: Freek Mestrini, Klaus Rappl, Zdeněk Gurský, Jan Slabák, Ladislav Kubeš jun.
A – Profistufe
| Rang | Kapelle                                     | Land        | Punkte |
| ---- | ------------------------------------------- | ----------- | ------ |
| 1.   | Straňanka, Europameister                    | Tschechien  | 92,62  |
| 2.   | Blaskapelle Lublaska, 1. Vize-Europameister | Schweiz     | 91,52  |
| 3.   | Maablosn                                    | Deutschland | 90,74  |
| 4.   | Keramička                                   | Tschechien  | 84,08  |

B – Oberstufe
| Rang | Kapelle                       | Land        | Punkte |
| ---- | ----------------------------- | ----------- | ------ |
| 1.   | Original Fenntaler Musikanten | Niederlande | 90,78  |
| 2.   | Kamaradi                      | Tschechien  | 86,58  |
| 3.   | Moravstii muzikanti           | Tschechien  | 84,32  |
| 4.   | Golčovanka                    | Tschechien  | 75,46  |

C – Mittelstufe
| Rang | Kapelle                      | Land        | Punkte |
| ---- | ---------------------------- | ----------- | ------ |
| 1.   | Blaskapelle Hulíňané         | Tschechien  | 85,48  |
| 2.   | Frienisberger Blasmusikanten | Schweiz     | 84,26  |
| 3.   | Burghof Musikanten           | Deutschland | 83,62  |
| 4.   | Das Böhmische Feuer          | Deutschland | 81,92  |
| 5.   | Musikkapelle Kollmann        | Italien     | 79,94  |
| 6.   | Don Bosco Musikanten Bamberg | Deutschland | 79,54  |
| 7.   | Prajzovanka                  | Tschechien  | 77,38  |
| 8.   | Butzbach Musikanten          | Deutschland | 77,22  |
| 9.   | Blaskapelle Zapfenland       | Schweiz     | 76,26  |
| 10.  | Blaskapelle Illeranka        | Deutschland | 74,28  |
| 11.  | Táboranka                    | Tschechien  | 72,76  |
| 12.  | Jitrenka                     | Tschechien  | 69,12  |

D – Unterstufe
| Rang | Kapelle                              | Land        | Punkte |
| ---- | ------------------------------------ | ----------- | ------ |
| 1.   | Waldzeller Musikanten                | Deutschland | 76,54  |
| 2.   | Original Losser Musikanten           | Niederlande | 74,40  |
| 3.   | Rhöner Blaskapelle Steinau-Steinhaus | Deutschland | 74,00  |
| 4.   | Blaskapelle Franziska                | Deutschland | 72,72  |

### 11. EM 2010
Die 11. Europameisterschaft fand 2010 in Sillian, Österreich statt.
Jury: Freek Mestrini, Klaus Rappl, Franz Watz, Josef Vejvoda
A – Profistufe
| Rang | Kapelle                     | Land       | Punkte |
| ---- | --------------------------- | ---------- | ------ |
| 1.   | Pro Solist'y, Europameister | Österreich | 92,85  |
| 2.   | Haraster Dorfmusik          | Ungarn     | 91,50  |
| 3.   | Kamaradi                    | Tschechien | 90,50  |
| 4.   | Brass Band Šohaj            | Tschechien | 82,85  |

B – Oberstufe
| Rang | Kapelle                        | Land        | Punkte |
| ---- | ------------------------------ | ----------- | ------ |
| 1.   | Die Fegerländer, Europameister | Österreich  | 92,00  |
| 2.   | Habsburg Musikanten            | Schweiz     | 91,43  |
| 3.   | Original Fenntaler Musikanten  | Niederlande | 90,40  |
| 4.   | Alpenländer Musikanten         | Österreich  | 87,15  |
| 5.   | Triwanka                       | Österreich  | 85,50  |
| 6.   | Kemp'ner Musikanten            | Belgien     | 85,45  |
| 7.   | Blaskapelle Hulíňané           | Tschechien  | 84,75  |
| 8.   | Wieselburger Braumusikanten    | Österreich  | 84,70  |
| 9.   | Torenkruiers Blaaskapel        | Belgien     | 83,88  |
| 10.  | Remstaler Blasmusik            | Deutschland | 83,53  |
| 11.  | Zuidema Kapelle                | Niederlande | 82,65  |
| 12.  | Blaskapelle Zapfenland         | Schweiz     | 78,63  |

C – Mittelstufe
| Rang | Kapelle                                             | Land        | Punkte |
| ---- | --------------------------------------------------- | ----------- | ------ |
| 1.   | Reinhold Stärk & Das Böhmische Feuer, Europameister | Deutschland | 92,33  |
| 2.   | Don Bosco Musikanten Bamberg                        | Deutschland | 92,00  |
| 3.   | Frienisberger Blasmusikanten                        | Schweiz     | 90,10  |
| 4.   | Glocknermusikanten                                  | Österreich  | 85,20  |
| 5.   | Strassener Böhmische                                | Österreich  | 80,35  |
| 6.   | Blaskapelle Franziska                               | Deutschland | 79,45  |

D – Unterstufe
| Rang | Kapelle                    | Land        | Punkte |
| ---- | -------------------------- | ----------- | ------ |
| 1.   | Blaskapelle Miravanka      | Österreich  | 83,40  |
| 2.   | Holledauer Hopfareisser    | Deutschland | 80,00  |
| 3.   | Blasmusik St. Georg Kagran | Österreich  | 79,93  |

### 12. EM 2011
Die 12. Europameisterschaft fand 2011 in Nesselwang, Deutschland statt.
Jury: Freek Mestrini, Antonin Konicek, Franz Watz, Klaus Rappl, Bruno Seitz
A – Höchststufe
| Rang | Kapelle                               | Land        | Punkte |
| ---- | ------------------------------------- | ----------- | ------ |
| 1.   | Maablosn, Europameister               | Deutschland | 92,16  |
| 2.   | Blaskapelle Česka, Vize-Europameister | Österreich  | 92,04  |
| 3.   | Blaskapelle Junge Kameraden           | Österreich  | 88,00  |
| 4.   | Oberhauser Musikanten                 | Deutschland | 85,32  |

B – Oberstufe
| Rang | Kapelle                              | Land        | Punkte |
| ---- | ------------------------------------ | ----------- | ------ |
| 1.   | Don Bosco Musikanten, Europameister  | Deutschland | 92,02  |
| 2.   | Blech & Co.                          | Deutschland | 91,10  |
| 3.   | Triwanka                             | Österreich  | 90,40  |
| 4.   | Reinhold Stärk & Das Böhmische Feuer | Deutschland | 89,10  |
| 5.   | Original Fenntaler Musikanten        | Niederlande | 87,72  |
| 6.   | Blaasorchest Geldrop                 | Niederlande | 82,12  |
| 7.   | Die Conradler                        | Österreich  | 80,72  |

C – Mittelstufe
| Rang | Kapelle                                      | Land        | Punkte |
| ---- | -------------------------------------------- | ----------- | ------ |
| 1.   | Frienisberger Blasmusikanten, Europameister  | Schweiz     | 90,30  |
| 2.   | Musikverein Billenhausen, Vize-Europameister | Deutschland | 90,02  |
| 3.   | Chüelibach Musikanten                        | Schweiz     | 87,80  |
| 4.   | Milchmösl Blosn                              | Deutschland | 85,14  |
| 5.   | Brauhaus Musikanten                          | Deutschland | 85,06  |
| 6.   | Ladis Läuse                                  | Österreich  | 81,74  |
| 7.   | Die Jungen Pfaffenwinkler                    | Deutschland | 81,50  |
| 8.   | Holledauer Hopfareisser                      | Deutschland | 81,00  |
| 9.   | Blaskapelle pro Stany                        | Österreich  | 80,76  |
| 10.  | Blaskapelle Weiding                          | Deutschland | 80,30  |

### 13. EM 2012
Die 13. Europameisterschaft fand 2012 in Seedorf, Schweiz statt.
Jury: Freek Mestrini, Antonin Konicek, Franz Watz, Klaus Rappl
A – Höchststufe
| Rang | Kapelle                                     | Land       | Punkte |
| ---- | ------------------------------------------- | ---------- | ------ |
| 1.   | Křídlovanka, Europameister                  | Tschechien | 92,58  |
| 2.   | Blaskapelle Lublaska, 1. Vize-Europameister | Schweiz    | 92,50  |
| 3.   | Triwanka, 2. Vize-Europameister             | Österreich | 92,05  |

B – Oberstufe
| Rang | Kapelle                            | Land       | Punkte |
| ---- | ---------------------------------- | ---------- | ------ |
| 1.   | Habsburg Musikanten, Europameister | Schweiz    | 91,15  |
| 2.   | De Essener Muzikanten              | Belgien    | 86,20  |
| 3.   | Planggorni Musikanten              | Schweiz    | 84,18  |
| 4.   | Blaskapelle Carnica                | Österreich | 83,73  |

C – Mittelstufe
| Rang | Kapelle                                   | Land        | Punkte |
| ---- | ----------------------------------------- | ----------- | ------ |
| 1.   | MV Billenhausen, Europameister            | Deutschland | 92,33  |
| 2.   | Chüelibach Musikanten, Vize-Europameister | Schweiz     | 90,03  |
| 3.   | Burgspatzen Grosswangen                   | Schweiz     | 86,53  |
| 4.   | Blaskapelle Zimmerberg                    | Schweiz     | 81,63  |

### 14. EM 2013
Die 14. Europameisterschaft fand 2013 in Ehningen, Deutschland statt.
Jury: Freek Mestrini, Antonin Konicek, Franz Watz, Klaus Rappl
A – Höchststufe
| Rang | Kapelle                          | Land       | Punkte |
| ---- | -------------------------------- | ---------- | ------ |
| 1.   | Blaskapelle Česka, Europameister | Österreich | 93,30  |
| 2.   | Jizani                           | Tschechien | 90,60  |
| 3.   | Stadtkapelle Temeswar            | Rumänien   | 90,00  |

B – Oberstufe
| Rang | Kapelle                      | Land        | Punkte |
| ---- | ---------------------------- | ----------- | ------ |
| 1.   | Blech & Co., Europameister   | Deutschland | 92,30  |
| 2.   | Oberhauser Musikanten        | Deutschland | 87,70  |
| 3.   | Habsburg Musikanten          | Schweiz     | 87,40  |
| 4.   | Eschländerkapel Hellendorn   | Niederlande | 87,10  |
| 5.   | Blaskapelle Leannka          | Deutschland | 87,00  |
| 6.   | blech.Quadrat                | Deutschland | 86,9   |
| 7.   | Frienisberger Blasmusikanten | Schweiz     | 86,6   |
| 8.   | D'Bloos Band                 | Frankreich  | 86,40  |
| 9.   | Die Postjagers               | Niederlande | 86,20  |

C – Mittelstufe
| Rang | Kapelle                             | Land        | Punkte |
| ---- | ----------------------------------- | ----------- | ------ |
| 1.   | Blaskapelle Fresia, Europameister   | Niederlande | 90,10  |
| 2.   | MV Billenhausen, Vize-Europameister | Deutschland | 90,00  |
| 3.   | Klingend b-lech                     | Deutschland | 88,00  |
| 4.   | MV Bierlingen „Honk and Blow“       | Deutschland | 83,30  |
| 5.   | Polka Rebellen                      | Deutschland | 81,20  |
| 6.   | Rheinland Musikanten                | Deutschland | 79,90  |
| 7.   | Schloßauer Musikanten               | Deutschland | 79,70  |

### 15. EM 2014
Die 15. Europameisterschaft fand 2014 in Ried im Innkreis, Österreich statt.
Jury: Freek Mestrini, Antonin Konicek, Franz Watz, Klaus Rappl
A – Höchststufe
| Rang | Kapelle               | Land       | Punkte |
| ---- | --------------------- | ---------- | ------ |
| 1.   | Woody Blechpeckers    | Österreich | 91,10  |
| 2.   | Stadtkapelle Temeswar | Rumänien   | 90,03  |

B – Oberstufe
| Rang | Kapelle                               | Land        | Punkte |
| ---- | ------------------------------------- | ----------- | ------ |
| 1.   | Brauhaus Musikanten, Europameister    | Deutschland | 91,03  |
| 2.   | Blaskapelle Karwenka                  | Österreich  | 90,03  |
| 3.   | Don Bosco Musikanten                  | Deutschland | 89,08  |
| 4.   | Ybbstaler Böhmische                   | Österreich  | 88,65  |
| 5.   | Strochner Böhmische                   | Österreich  | 88,53  |
| 6.   | D'Bloos Band                          | Frankreich  | 86,93  |
| 7.   | Wieselburger Braumusikanten           | Österreich  | 86,85  |
| 8.   | Blaskapelle Fresia                    | Niederlande | 86,70  |
| 9.   | Frank Metzger u. d. Jungen Böhmischen | Deutschland | 86,10  |
| 10.  | Blaskapelle Blechanen                 | Österreich  | 84,08  |
| 11.  | Moor Böhmische                        | Österreich  | 83,90  |
| 12.  | Stokkemer Stadtmusikanten             | Belgien     | 83,45  |
| 13.  | Blasmusik St. Georg Kagran            | Österreich  | 81,83  |
| 14.  | Koasawinkl Musikanten                 | Österreich  | 81,10  |
| 15.  | Blaskapelle Vullgluat                 | Österreich  | 80,45  |

C – Mittelstufe
| Rang | Kapelle                             | Land        | Punkte |
| ---- | ----------------------------------- | ----------- | ------ |
| 1.   | Klingend b-lech, Europameister      | Deutschland | 90,83  |
| 2.   | Trachtenkapelle Egelfingen-Emerfeld | Deutschland | 85,53  |
| 3.   | Blaaskapel Os Genüge Bree           | Belgien     | 85,45  |
| 4.   | Altenhofer Böhmische                | Österreich  | 84,35  |
| 5.   | Blaskapelle Wenaranka               | Österreich  | 84,10  |
| 6.   | Die Meininger Blasmusik             | Deutschland | 81,78  |
| 7.   | Waldzeller Musikanten               | Deutschland | 81,73  |
| 8.   | Flachgau Böhmische                  | Deutschland | 81,65  |

### 16. EM 2015
Die 16. Europameisterschaft fand 2015 in Kerkrade, Niederlande statt.
Jury: Freek Mestrini, Antonin Konicek, Huub Thür, Klaus Rappl
A – Höchststufe
| Rang | Kapelle                             | Land        | Punkte |
| ---- | ----------------------------------- | ----------- | ------ |
| 1.   | Blaskapelle Lublaska, Europameister | Schweiz     | 92,43  |
| 2.   | Böhmerwaldkapelle Schinnen          | Niederlande | 90,88  |
| 3.   | Stadtkapelle Temeswar               | Rumänien    | 90,10  |

B – Oberstufe
| Rang | Kapelle                                     | Land        | Punkte |
| ---- | ------------------------------------------- | ----------- | ------ |
| 1.   | Don Bosco Musikanten Bamberg, Europameister | Deutschland | 91,45  |
| 2.   | Eiserbach Muzikanten Bocholtz               | Niederlande | 87,75  |
| 3.   | Blaskapelle Fresia                          | Niederlande | 87,63  |
| 4.   | Die Altböhmischen                           | Niederlande | 86,45  |
| 5.   | De Postjagers Groningen                     | Niederlande | 85,53  |
| 6.   | Eschländerkapel Hellendoorn                 | Niederlande | 84,88  |
| 7.   | Die Hexenberger                             | Deutschland | 83,55  |
| 8.   | Blaasorkest BOG                             | Niederlande | 83,03  |

C – Mittelstufe
| Rang | Kapelle                                 | Land        | Punkte |
| ---- | --------------------------------------- | ----------- | ------ |
| 1.   | Blaskapel Os Genüge Bree, Europameister | Belgien     | 90,33  |
| 2.   | Frienisberger Blasmusikanten            | Schweiz     | 88,78  |
| 3.   | Die Original Dorfmusikanten             | Belgien     | 85,25  |
| 4.   | De Snippefangers                        | Niederlande | 82,30  |
| 5.   | Die Meininger Blasmusik                 | Deutschland | 81,98  |
| 6.   | Polka Rebellen                          | Deutschland | 80,05  |

### 17. EM 2016
Die 17. Europameisterschaft fand 2016 in Brand-Nagelberg, Österreich statt.
Jury: Gottfried Reisegger, Antonin Konicek, Ladislav Kubes jun., Franz Watz
A – Höchststufe
| Rang | Kapelle                                  | Land       | Punkte |
| ---- | ---------------------------------------- | ---------- | ------ |
| 1.   | Woody Blechpeckers, Europameister        | Österreich | 93,40  |
| 2.   | Brassaranka, 1. Vize-Europameister       | Österreich | 93,38  |
| 3.   | Die BöhMährischen, 2. Vize-Europameister | Österreich | 91,68  |
| 4.   | Timişoara Big Band                       | Rumänien   | 90,30  |

B – Oberstufe
| Rang | Kapelle                             | Land        | Punkte |
| ---- | ----------------------------------- | ----------- | ------ |
| 1.   | Blaskapelle Karwenka, Europameister | Österreich  | 91,03  |
| 2.   | Ybbstola Blech                      | Österreich  | 87,38  |
| 3.   | De Stokkemer Stadsmuzikanten        | Belgien     | 84,93  |
| 4.   | Dicke Backe Attacke                 | Deutschland | 81,15  |
| 5.   | Božejáci                            | Tschechien  | 80,78  |
| 6.   | Kleinturwaller Musikanten           | Ungarn      | 79,88  |
| 7.   | Ybbstaler Böhmische                 | Österreich  | 78,28  |

C – Mittelstufe
| Rang | Kapelle                                     | Land        | Punkte |
| ---- | ------------------------------------------- | ----------- | ------ |
| 1.   | Frienisberger Blasmusikanten, Europameister | Schweiz     | 91,38  |
| 2.   | Staatzer Egerländer, 1. Vize-Europameister  | Österreich  | 90,93  |
| 3.   | Blaskapelle La Böhmisch                     | Österreich  | 88,43  |
| 4.   | Blaskapelle Junger Schwung Tirol            | Österreich  | 85,20  |
| 5.   | Honk & Blow                                 | Deutschland | 83,53  |
| 6.   | D'HoizBlechan                               | Österreich  | 79,98  |
| 7.   | Sebranka Vlasim                             | Tschechien  | 79,25  |
| 8.   | S.o.B.-Kapell                               | Deutschland | 76,33  |

### 18. EM 2017
Die 18. Europameisterschaft fand 2017 in Bamberg, Deutschland statt.
Jury: Gottfried Reisegger, Antonin Konicek, Franz Watz
A – Höchststufe
| Rang | Kapelle                               | Land        | Punkte |
| ---- | ------------------------------------- | ----------- | ------ |
| 1.   | Mission Böhmisch, Europameister       | Deutschland | 95,83  |
| 2.   | Die BöhMährischen, Vize-Europameister | Österreich  | 95,00  |
| 3.   | Die fidelen Münchhäuser               | Deutschland | 90,27  |

B – Oberstufe
| Rang | Kapelle                            | Land        | Punkte |
| ---- | ---------------------------------- | ----------- | ------ |
| 1.   | Blaskapelle Leannka, Europameister | Deutschland | 94,27  |
| 2.   | Blech & Co., 1. Vize-Europameister | Deutschland | 93,37  |
| 3.   | Original Fenntaler Musikanten      | Niederlande | 92,13  |
| 4.   | Original Härtsfelder Musikanten    | Deutschland | 91,93  |
| 5.   | Eiserbach Musikanten               | Niederlande | 89,57  |
| 6.   | Stokkemer Stadsmuzikanten          | Belgien     | 88,83  |
| 7.   | Blaskapelle Fresia                 | Niederlande | 87,03  |
| 8.   | Wauxl Böhmische                    | Österreich  | 85,63  |
| 9.   | SBO Schoen Boehmisch               | Deutschland | 85,20  |
| 10.  | D'Bloos Band                       | Frankreich  | 85,17  |
| 11.  | Dicke Backe Attacke                | Deutschland | 82,17  |

C – Mittelstufe
| Rang | Kapelle                               | Land        | Punkte |
| ---- | ------------------------------------- | ----------- | ------ |
| 1.   | Trachtenkapelle Elters, Europameister | Deutschland | 90,83  |
| 2.   | Die Fröhlichen Dorfmusikanten         | Deutschland | 86,97  |
| 3.   | Věnovanka                             | Tschechien  | 86,40  |
| 4.   | MV Dorfmerkingen                      | Deutschland | 86,00  |
| 5.   | MV Kasendorf                          | Deutschland | 84,47  |
| 6.   | Polka Rebellen                        | Deutschland | 81,60  |
| 7.   | Waldzeller Musikanten                 | Deutschland | 78,90  |

D – Unterstufe
| Rang | Kapelle                          | Land        | Punkte |
| ---- | -------------------------------- | ----------- | ------ |
| 1.   | Laafer Blasmusik, Europameister  | Deutschland | 88,10  |
| 2.   | Original Kappler Ratz-Fatz Buben | Deutschland | 86,07  |
| 3.   | Buckenhofener Blasmusik          | Deutschland | 85,03  |

### 19. EM 2018
Die 19. Europameisterschaft fand 2018 in Nesselwang, Deutschland statt.
Jury: Gottfried Reisegger, Antonin Konicek, Franz Watz
A – Höchststufe
| Rang | Kapelle                    | Land       | Punkte |
| ---- | -------------------------- | ---------- | ------ |
| 1.   | Brassaranka, Europameister | Österreich | 94,07  |

B – Oberstufe
| Rang | Kapelle                            | Land        | Punkte |
| ---- | ---------------------------------- | ----------- | ------ |
| 1.   | Vollblutmusikanten, Europameister  | Deutschland | 93,63  |
| 2.   | Ybbstola Blech, Vize-Europameister | Österreich  | 91,87  |
| 3.   | Aisttal Böhmische                  | Österreich  | 89,10  |
| 4.   | Eschländerkapel Hellendoorn        | Niederlande | 87,83  |
| 5.   | De Essener Muzikanten              | Belgien     | 87,03  |
| 6.   | Südtiroler Gaudimusikanten         | Italien     | 85,90  |

C – Mittelstufe
| Rang | Kapelle                       | Land                    | Punkte |
| ---- | ----------------------------- | ----------------------- | ------ |
| 1.   | Grenzwertig Böhmisch          | Deutschland, Österreich | 87,67  |
| 2.   | Fahlheimer Festmusikanten     | Deutschland             | 86,97  |
| 3.   | Musikkapelle Benegrenska      | Belgien, Niederlande    | 86,83  |
| 4.   | Schöffeldinger Musikanten     | Deutschland             | 86,63  |
| 5.   | Heidelbachtal Musikanten      | Deutschland             | 84,93  |
| 6.   | Musikverein Maihingen         | Deutschland             | 83,47  |
| 7.   | Die fröhlichen Dorfmusikanten | Deutschland             | 82,13  |
| 8.   | Holz & Blech Chaoten          | Deutschland             | 81,40  |

### 20. EM 2019
Die 20. Europameisterschaft fand 2019 in Nußdorf-Debant, Österreich statt.
A – Höchststufe
| Rang | Kapelle                            | Land        | Punkte |
| ---- | ---------------------------------- | ----------- | ------ |
| 1.   | Vollblut Musikanten, Europameister | Deutschland | 92,63  |
| 2.   | Strochner Böhmische                | Österreich  | 91,77  |
| 3.   | Ybbstola Blech                     | Österreich  | 90,57  |

B – Oberstufe
| Rang | Kapelle                 | Land       | Punkte |
| ---- | ----------------------- | ---------- | ------ |
| 1.   | Wauxl Böhmische         | Österreich | 85,80  |
| 2.   | Aquaranka               | Österreich | 85,17  |
| 3.   | Blech K’hopt Musikanten | Österreich | 80,77  |

C – Mittelstufe
| Rang | Kapelle                                   | Land        | Punkte |
| ---- | ----------------------------------------- | ----------- | ------ |
| 1.   | BKLS Blas Leoben-Seegraben, Europameister | Österreich  | 90,50  |
| 2.   | Die Original Lilienthaler e. V.           | Deutschland | 87,63  |
| 3.   | d’Übersaxner                              | Österreich  | 85,30  |
| 4.   | Dechový orchestr Prachatice               | Tschechien  | 80,00  |

D – Unterstufe
| Rang | Kapelle             | Land   | Punkte |
| ---- | ------------------- | ------ | ------ |
| 1.   | Branauer Musikanten | Ungarn | 86,57  |

### 21. EM 2022
In den Jahren 2020 (in den Niederlanden) und 2021 (in Übersaxen) konnten aufgrund der Corona-Pandemie keine EM durchgeführt werden.
Die 21. EM hat vom 26. bis 29. Mai 2022 in Höxter-Lüchtringen, Deutschland stattgefunden.
A – Höchststufe
| Rang | Kapelle                 | Land        | Punkte |
| ---- | ----------------------- | ----------- | ------ |
| 1.   | Hardenberger Musikanten | Deutschland | 85,23  |

B – Oberstufe
| Rang | Kapelle                                            | Land        | Punkte |
| ---- | -------------------------------------------------- | ----------- | ------ |
| 1.   | Dennis Nussbeutl & seine Musikanten, Europameister | Deutschland | 91,50  |
| 2.   | Oberwälder Musikanten Körbecke                     | Deutschland | 83,97  |

C – Mittelstufe
| Rang | Kapelle                             | Land        | Punkte |
| ---- | ----------------------------------- | ----------- | ------ |
| 1.   | Hochstift Musikanten, Europameister | Deutschland | 91,20  |
| 2.   | Eschländer Kapel Hellendoorn        | Niederlande | 88,30  |
| 3.   | Stolz ohne Holz                     | Niederlande | 88,00  |
| 4.   | Eggeländer Böhmische                | Deutschland | 86,00  |
| 5.   | Die Nohnemucke                      | Deutschland | 85,63  |
| 6.   | Die Original Calenberger e. V.      | Deutschland | 82,93  |
| 7.   | Obcinski Pihalni Orkester Trebnje   | Slowenien   | 80,93  |
| 8.   | De Reggestad Muzikanten             | Niederlande | 79,43  |

D – Unterstufe
| Rang | Kapelle                          | Land        | Punkte |
| ---- | -------------------------------- | ----------- | ------ |
| 1.   | Original Hinkelbächer Musikanten | Deutschland | 77,40  |

### 22. EM 2023
Die 22. Europameisterschaft fand 2023 im Rahmen der Blasorchester-Messe BRAWO in Stuttgart statt.
A – Höchststufe
| Rang | Kapelle                     | Land        | Punkte |
| ---- | --------------------------- | ----------- | ------ |
| 1.   | Schwäbisch 7, Europameister | Deutschland | 96,3   |

B – Oberstufe
| Rang | Kapelle                                         | Land        | Punkte |
| ---- | ----------------------------------------------- | ----------- | ------ |
| 1.   | Original Kappler Ratz-Fatz Buben, Europameister | Deutschland |        |

C – Mittelstufe
| Rang | Kapelle               | Land        | Punkte |
| ---- | --------------------- | ----------- | ------ |
| 1.   | Flamicanka Blaaskapel | Belgien     |        |
| 2.   | Blechformat           | Deutschland |        |

### 23. EM 2025
Die 23. Europameisterschaft fand 2025 im Rahmen des Deutschen Musikfest in Ulm und Neu-Ulm vom 29. und 30. Mai 2025 statt.
Es wurde in zwei Besetzungsgruppen angetreten.
- Besetzungsgruppe 1: Orchester bis zu 25 Musiker

- Besetzungsgruppe 2: Orchester ab 26 Musiker

A – Höchststufe – Besetzungsgruppe 1
| Rang | Kapelle                                                  | Land        | Punkte |
| ---- | -------------------------------------------------------- | ----------- | ------ |
| 1.   | Feststadelmusikanten, Europameister                      | Deutschland | 95,70  |
| 2.   | Original Baumberger Musikanten                           | Deutschland | 88,70  |
| 3.   | Blaskapelle Polka satt                                   | Deutschland | 88,20  |
| 4.   | BöhmischTrupp der Bläserphilharmonie Niedersachsen e. V. | Deutschland | 86,00  |
| 5.   | Polkaschwaben                                            | Deutschland | 84,40  |

B – Oberstufe – Besetzungsgruppe 1
| Rang | Kapelle                              | Land        | Punkte |
| ---- | ------------------------------------ | ----------- | ------ |
| 1.   | De Essener Muzikanten, Europameister | Belgien     | 91,80  |
| 2.   | Blechformat, Vize-Europameister      | Deutschland | 91,60  |
| 3.   | Oberhauser Musikanten                | Deutschland | 87,90  |

B – Oberstufe – Besetzungsgruppe 2
| Rang | Kapelle                             | Land        | Punkte |
| ---- | ----------------------------------- | ----------- | ------ |
| 1.   | Musikkapelle Windach e. V.          | Deutschland | 88,30  |
| 2.   | Trachtenkapelle Egelfingen-Emerfeld | Deutschland | 88,00  |

C – Mittelstufe – Besetzungsgruppe 1
| Rang | Kapelle                                              | Land        | Punkte |
| ---- | ---------------------------------------------------- | ----------- | ------ |
| 1.   | Pardubická muzika, Europameister                     | Tschechien  | 90,40  |
| 2.   | Schlossbühl Musikanten                               | Deutschland | 87,30  |
| 3.   | Musikverein "Harmonie" Gestetten e. V. / Blechkannen | Deutschland | 85,90  |
| 4.   | Büddl Express e. V.                                  | Deutschland | 85,70  |
| 5.   | Böhmische Rheingold / KMV Weinheim e. V.             | Deutschland | 85,20  |

C – Mittelstufe – Besetzungsgruppe 1
| Rang | Kapelle                                                          | Land        | Punkte |
| ---- | ---------------------------------------------------------------- | ----------- | ------ |
| 1.   | Musikverein Bubenhausen e. V., Europameister                     | Deutschland | 92,40  |
| 2.   | Musikverein "Frisch-Voran" Syrgenstein e. V., Vize-Europameister | Deutschland | 90,90  |
| 3.   | Musikverein Deisenhausen 1835 e. V.                              | Deutschland | 87,60  |
| 4.   | Musikkapelle Ketterschwang e. V.                                 | Deutschland | 84,00  |
| 5.   | Musikverein Melomania-Obernau 1955 e. V.                         | Deutschland | 83.60  |
| 6.   | Musikverein Lohrhaupten 1982 e. V.                               | Deutschland | 77.60  |